# Município de Cass (condado de Hancock, Ohio)
Localização do Ohio nos E.U.A.
O município de Cass (em inglês: Cass Township) é um local localizado no condado de Hancock no estado estadounidense de Ohio. No ano 2010 tinha uma população de 993 habitantes e uma densidade populacional de 15,96 pessoas por km².

## Geografia
O município de Cass encontra-se localizado nas coordenadas 41° 07′ 24″ N, 83° 34′ 25″ O. Segundo a Departamento do Censo dos Estados Unidos, o município tem uma superfície total de 62.2 km², da qual 62,2 km² correspondem a terra firme e (0 %) 0 km² é água.

## Demografia
Segundo o censo de 2010, tinha 993 pessoas residindo no município de Cass. A densidade de população era de 15,96 hab./km².